# طوابع البريد والتاريخ البريدي لتركيا

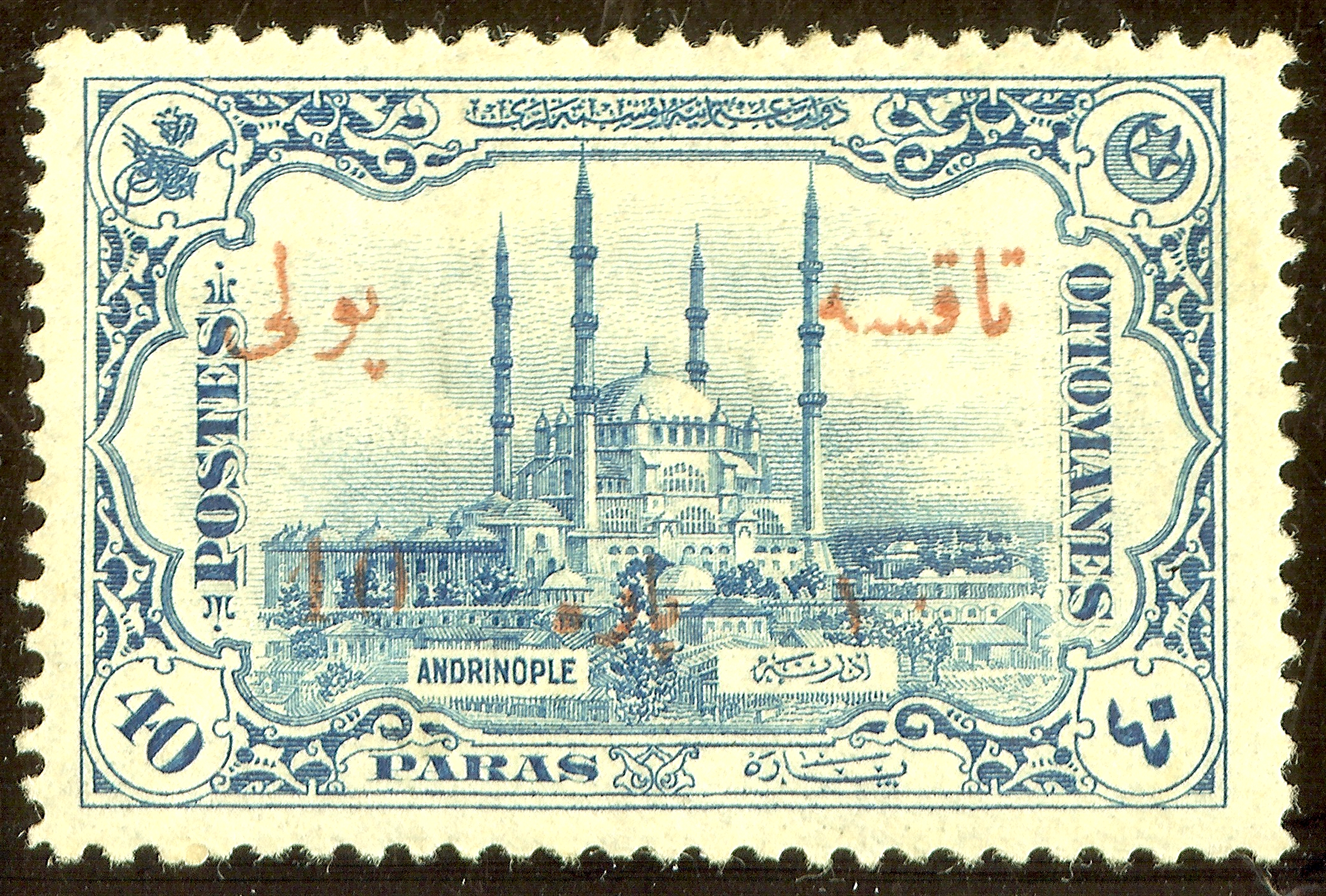
مسجد السليمية، أدرنة ، 1913

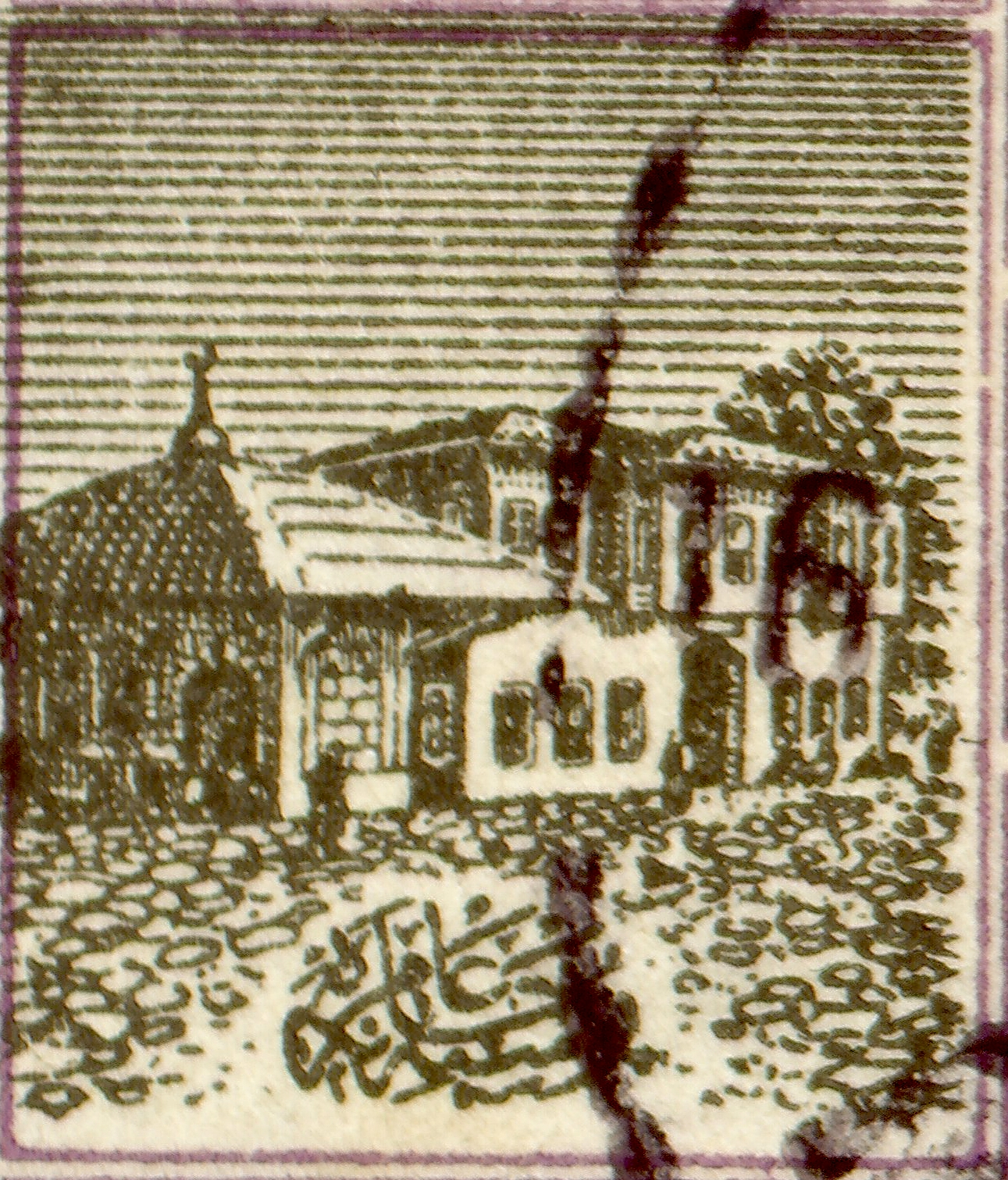
مكتب البريد العام القديم، القسطنطينية، حوالي عام1865

يعود تأريخ البريد في تركيا والدولة السابقة لها، الإمبراطورية العثمانية، إلى القرن الثامن عشر, حافظت الدول الأجنبية على خدمات البريد السريع من خلال مكاتبها القنصلية في الإمبراطورية. على الرغم من تأخرها في تطوير خدماتها البريدية الخاصة، أصبحت الإمبراطورية العثمانية في عام 1863 ثاني دولة مستقلة في آسيا (بعد روسيا) تصدر طوابع بريدية لاصقة، عام 1875 أصبحت عضوًا مؤسسًا في الاتحاد البريدي العام، سرعان ما أصبح الاتحاد البريدي العالمي. أصبحت الإمبراطورية العثمانية جمهورية تركيا عام 1923، في السنوات التالية أصبحت خدماتها البريدية أكثر حداثة وكفاءة وصممت وصنعت طوابعها البريدية بخبرة.
صدرت الطوابع المبكرة أو "الكلاسيكية" للإمبراطورية العثمانية بين عامي 1863 و1888 شائعة بين هواة جمع الطوابع، كما تلقت إلغاؤها البريدي دراسة موسعة. يقوم هواة جمع الطوابع بجمع الطوابع المستخدمة في مختلف أجزاء الإمبراطورية العثمانية، مثل فلسطين، والأردن، ولبنان، واليونان. كما أن الطوابع التركية لها تأريخ معقد من الطبعات التي تثير اهتمام هواة جمع الطوابع.

## الدولة العثمانية

### خدمة البريد المبكر
حافظت الدول الأجنبية في القرن الثامن عشر على خدمات البريد السريع من خلال بعثاتها الرسمية في الإمبراطورية، للسماح بنقل البريد بين تلك البلدان والقسطنطينية. تفاوضت تسع دول على "الامتيازات" أو المعاهدات مع العثمانيين، ومنحت حقوقًا إقليمية مختلفة في مقابل فرص تجارية. وسمحت هذه الاتفاقيات لروسيا (1720و1783)، والنمسا (1739)، وفرنسا (1812)، وبريطانيا العظمى (1832)، واليونان (1834)، وكذلك ألمانيا وإيطاليا وبولندا ورومانيا، بالحفاظ على مكاتب بريد في الإمبراطورية العثمانية. وتطورت بعض هذه الخدمات إلى خدمات بريدية عامة، تُستخدم لنقل البريد إلى أوروبا.
الإمبراطورية العثمانية نفسها لم تحافظ على خدمة بريد عامة منتظمة حتى عام 1840، عندما إنشات خدمة بين القسطنطينية والمدن الكبرى الأخرى في البلاد. حتى عام1863، لم يكن هناك سوى 63 مكتب بريد محلي في الإمبراطورية بأكملها، وكانت الخدمة متقطعة وبطيئة.

### قضية الطغراء

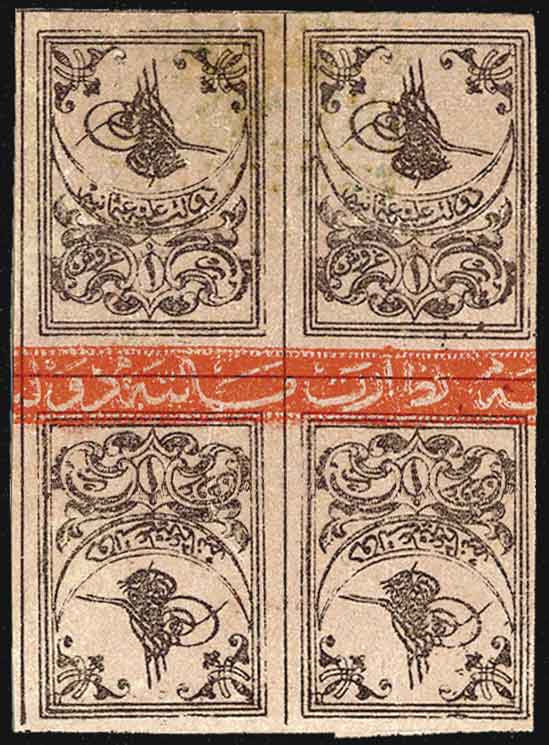
إصدار طغراء (1863) مع شريط تحكم أحمر.

أصدرت الإمبراطورية العثمانية أول طوابع بريدية لاصقة في 1يناير عام 1863م. كانت ثاني دولة مستقلة في آسيا تصدر طوابع لاصقة، بعد روسيا عام 1858، ومستعمرتين بريطانيتين، منطقة سيندي في الهند في عام 1852، الهند نفسها في عام 1854، سيلان في عام 1857. جاءت طوابع الإمبراطورية العثمانية بعد أقل من عامين من إصدار جارتها وإقليمها السابق، اليونان (استقلالها عام 1832)، لطوابعها الأولى.
يتكون التصميم من الطغراء، شعار السيادة، للحاكم الحالي آنذاك السلطان عبد العزيز، فوق هلال يحمل نقشًا باللغة التركية العثمانية Devleti Aliye Osmaniye ، أو "الإمبراطورية العثمانية السامية". بين بعض الطوابع يوجد شريط تحكم مكتوب عليه Nazareti Maliye devleti aliye، أو "وزارة المالية في الحكومة الإمبراطورية". صمم الطابع وطبع في دار سك العملة في القسطنطينية، الكتابة بالكامل باللغة التركية باستخدام الخط العربي. يتضمن الإصدار أربع فئات صدرت كطوابع بريدية عادية، ونفس القيم الأربع لطوابع البريد المستحقة. بما في ذلك المتغيرات الورقية، خصص إجمالي 10 أرقام كتالوج سكوت للإصدار.

### قضية "دولوز"
"عدم رضا" الإمبراطورية العثمانية عن الإصدار الأول مقارنة "بالطوابع المنفذة بشكل جيد في البلدان الأخرى"، لجأت إلى فرنسا لإصدار الإصدار الثاني من الطوابع البريدية، بعد قرار اليونان بطباعة طوابعها الأولى في باريس. وتعرف هذه العملة عادةً باسم إصدار دولوز، وقد نقشها رجل فرنسي، السيد "دولوز"، وطُبعت في الأصل بواسطة شركة بواتفين في باريس. عرف النقاش بأنه بيير إيدلستاند ستانيسلاس دولوز (1820-1874). دولوز، كما يُكتب اسمه بشكل صحيح، نقّاشًا تقنيًا ماهرًا للغاية ومخترع عملية كيميائية لإنتاج ألواح النقش الغائرة أو البارزة، ونقش العديد من طوابع الإيرادات الفرنسية. اعد التصميم من قبل وزارة المالية العثمانية، لكن اسم المصمم غير معروف. صدرت طوابع دولوز من عام 1865 إلى عام 1876، على الرغم من طباعة اثنين منها لاستخدامها في الفترة من 1881 إلى 1882، واستمر استخدامها لبعض الوقت حيث لم يكن إصدار الإمبراطورية اللاحق صالحًا للبريد المحلي حتى عام 1888( انظر أدناه ). عام 1868، رسلت ألواح الطباعة للطوابع إلى القسطنطينية، حيث طُبعت طوابع دولوز المتبقية. بعض المطبوعات اللاحقة كانت مطبوعة بشكل سيئ ومثقوبة بشكل سيء.

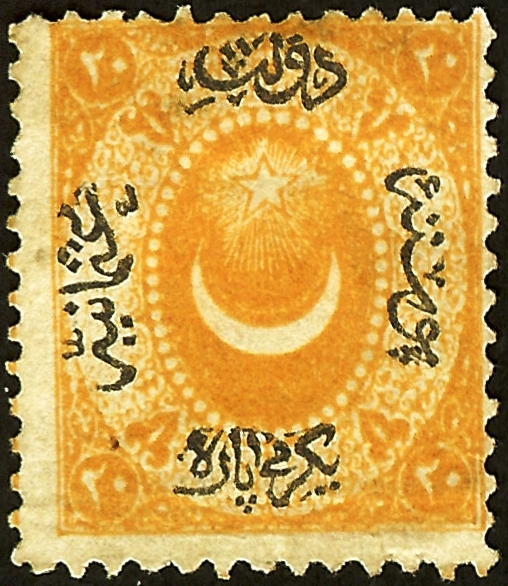
20 فقرة إصدار دولوز 1865.

طبعت طوابع دولوز بطريقة الطباعة أو النحت البارز، ويتكون التصميم من شكل بيضاوي مركزي يحيط بهلال ونجمة بخطوط مشعة، و "له طابع شرقي مميز". طبعت كل قيمة بلون واحد. طبعت كتابة تركية بالخط العربي على الشكل البيضاوي باللون الأسود، تنص على Postai devleti Osmaniye أو "مركز الإمبراطورية العثمانية". يشير النقش السفلي إلى القيمة النقدية بالبارا، أو أربعين قرشًا(kuruş)، بالتالي يختلف في كل قيمة.
اعيد طباعة طوابع دولوز في سلسلة من الإصدارات بألوان مختلفة ونصوص مطبوعة، من عام 1865 إلى عام 1882. يعين سكوت 46 رقم كتالوج أساسي لطوابع دولوز، بالإضافة إلى 29 رقمًا لرسوم البريد.
اعتبارًا من 1 يوليو 1875، أصبحت الإمبراطورية العثمانية عضوًا مؤسسًا في الاتحاد البريدي العام، سرعان ما أصبح الاتحاد البريدي العالمي، هي معاهدة متعددة البلدان تسهل وتوحيد نقل البريد بين الأعضاء. في يناير 1876، طبعت طوابع دولوز بالقيم بالأرقام الغربية (بالقرش وليس بالبارا) والاختصارات الفرنسية باعتبارها "سلسلة مؤقتة لختم الرسائل إلى البلدان المنتمية إلى الاتحاد البريدي العالمي". تأمل الإمبراطورية العثمانية أن يؤدي الانضمام إلى اتحاد البريد العالمي إلى القضاء على مكاتب البريد الأجنبية العاملة في البلاد، هذا لم يحدث حيث استمرت مكاتب البريد الأجنبية في المنافسة.

### قضية الإمبراطورية
صدر إصدار الإمبراطورية لأول مرة في سبتمبر 1876، بعد دخول الإمبراطورية العثمانية في الاتحاد البريدي العالمي، وعلى عكس إصدار دولوز السابق، حمل اسم الدولة والقيم بالأحرف الغربية بالإضافة إلى العربية. مخصصة للاستخدام في البلدان الأعضاء في اتحاد البريد العالمي، في مارس 1888 أصبحت صالحة رسميًا للاستخدام المحلي. صدرت طوابع الإمبراطورية من عام 1876 إلى عام 1890، وخصص إجمالي 32 رقم كتالوج للطوابع البريدية الأساسية، باستثناء الطوابع المطبوعة عليها، من قبل سكوت، بما في ذلك ثلاث رسوم بريدية.

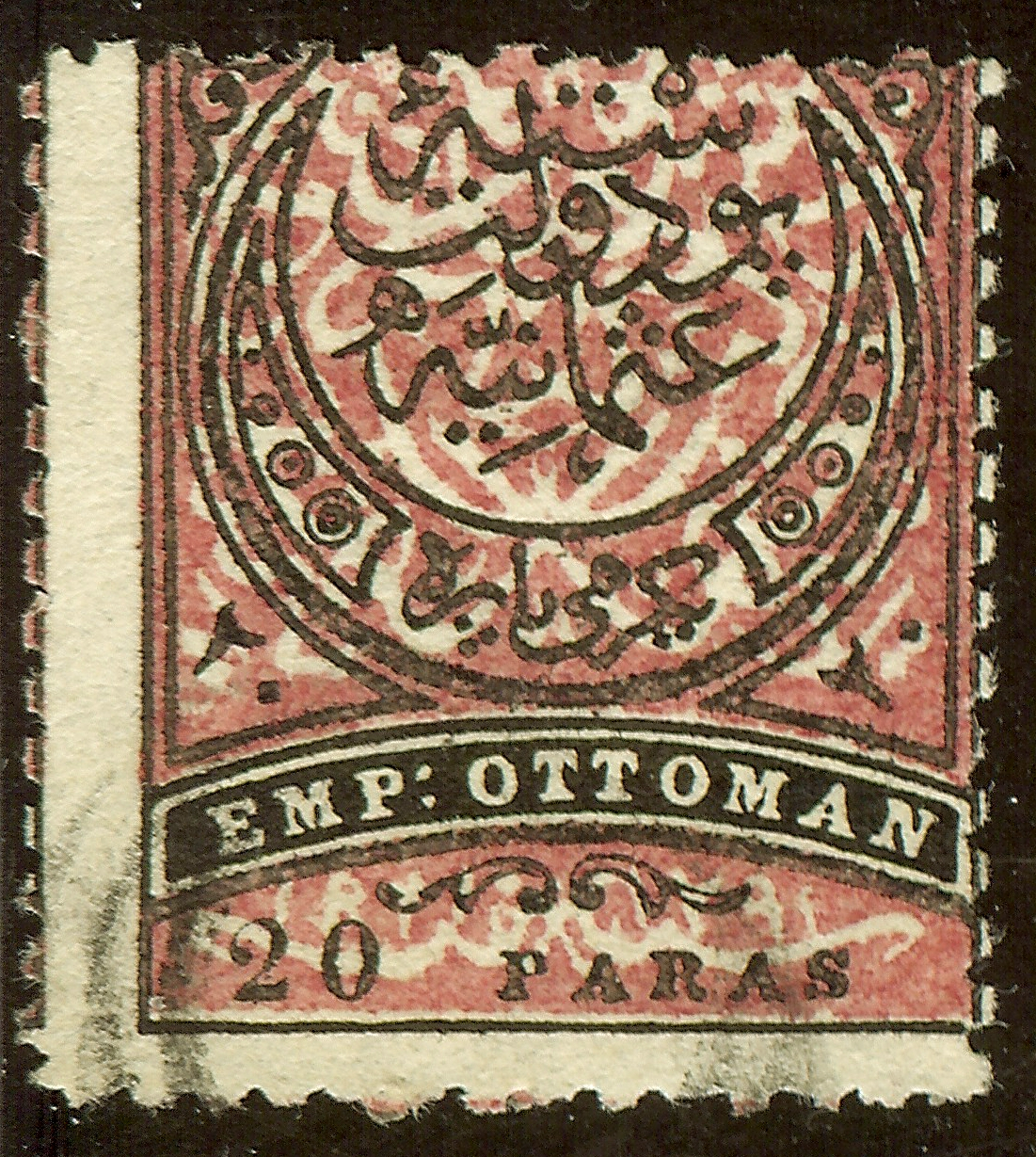
إصدار الإمبراطورية 1880-1884

تصميم إصدار الإمبراطورية يتكون من هلال، تشير الأطراف إلى الأعلى، ويحيط بالنص العربي، الذي يقرأ، مثل طوابع دولوز،"منصب الإمبراطورية العثمانية". وفي وسط أسفل الهلال نفسه يظهر أيضًا بالكتابة العربية القيمة النقدية، مثلًا 20 بارا أو 2 قرشين. في الألواح الجانبية في أسفل يسار ويمين الهلال تظهر القيمة العددية فقط، بالأرقام التركية. أسفل الهلال يوجد ملصق يحمل الأحرف EMP: OTTOMAN، أي الإمبراطورية العثمانية، وأسفل الملصق يوجد القيمة بالأرقام والحروف الغربية، على سبيل المثال "2 قرش".
طبعت الطوابع بلونين، باستثناء رسوم البريد، طُبعت باللون الأسود فقط. توجد خلفية مكونة من أحرف خطية، في صورة معكوسة، مكتوب عليها Postai devleti Osmaniye ، أو "بريد الإمبراطورية العثمانية"، وتأريخ السنة التركية 1291، أي ما يعادل 1875. إن مجموعات الألوان المستخدمة في كثير من الأحيان تكون مذهلة.

### حتى نهاية القرن التاسع عشر

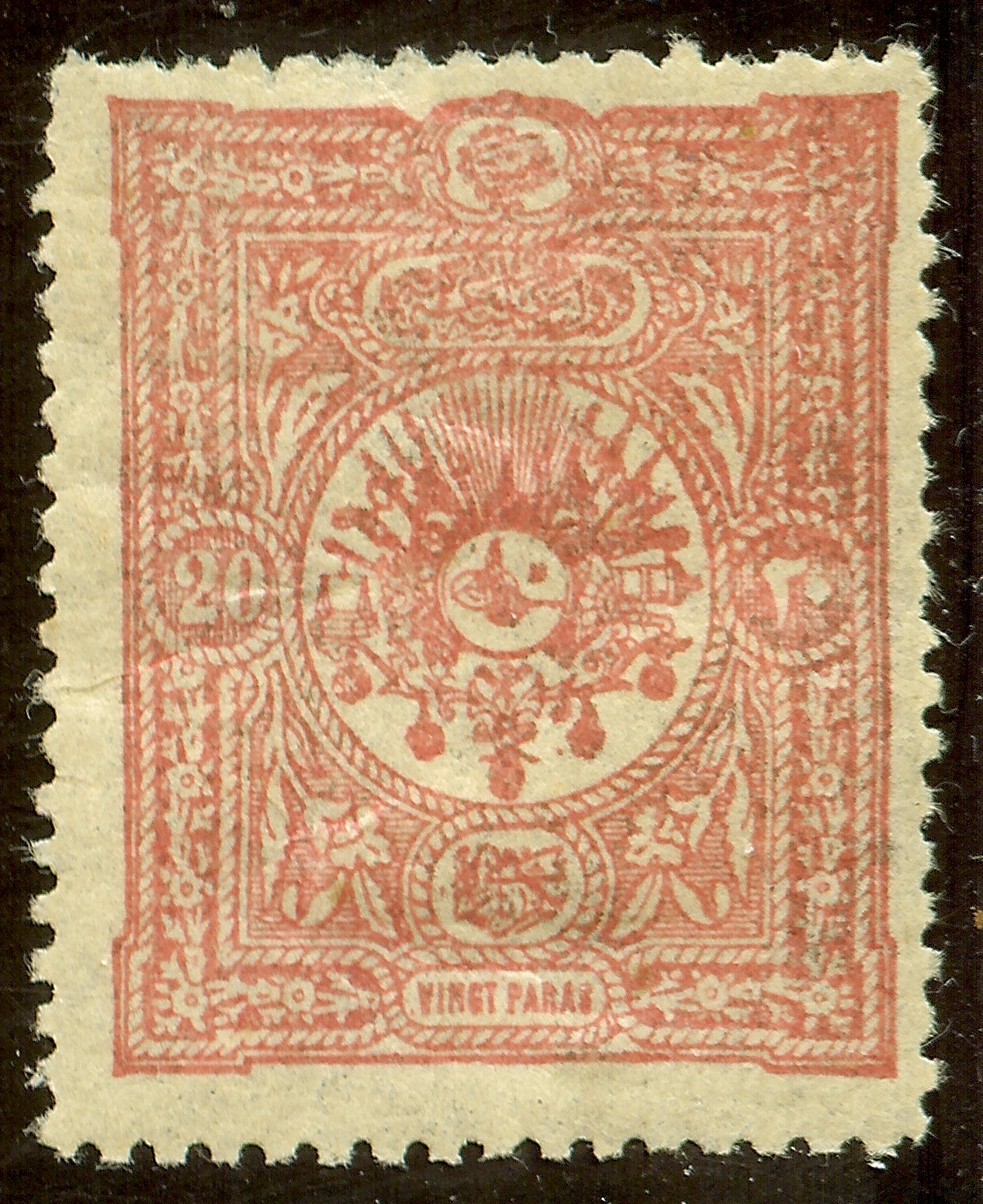
20 باراس آرمز وتوغرا، 1898

أصدرت عام 1892 الإمبراطورية العثمانية سلسلة من الطوابع الكبيرة بتصميم معقد يُعرف لدى هواة جمع الطوابع باسم إصدار "الأسلحة والطغراء"، حيث كانت الكتابة الغربية الوحيدة هي القيمة بالأرقام وبالتهجئة باللغة الفرنسية. يحمل مركز الطوابع شعار النبالة العثماني المحيط بطغراء عبد الحميد الثاني. صدرت الطوابع للبريد العادي وللبريد المستحق وطبعت لاستخدامها كطوابع صحفية ولأغراض أخرى.

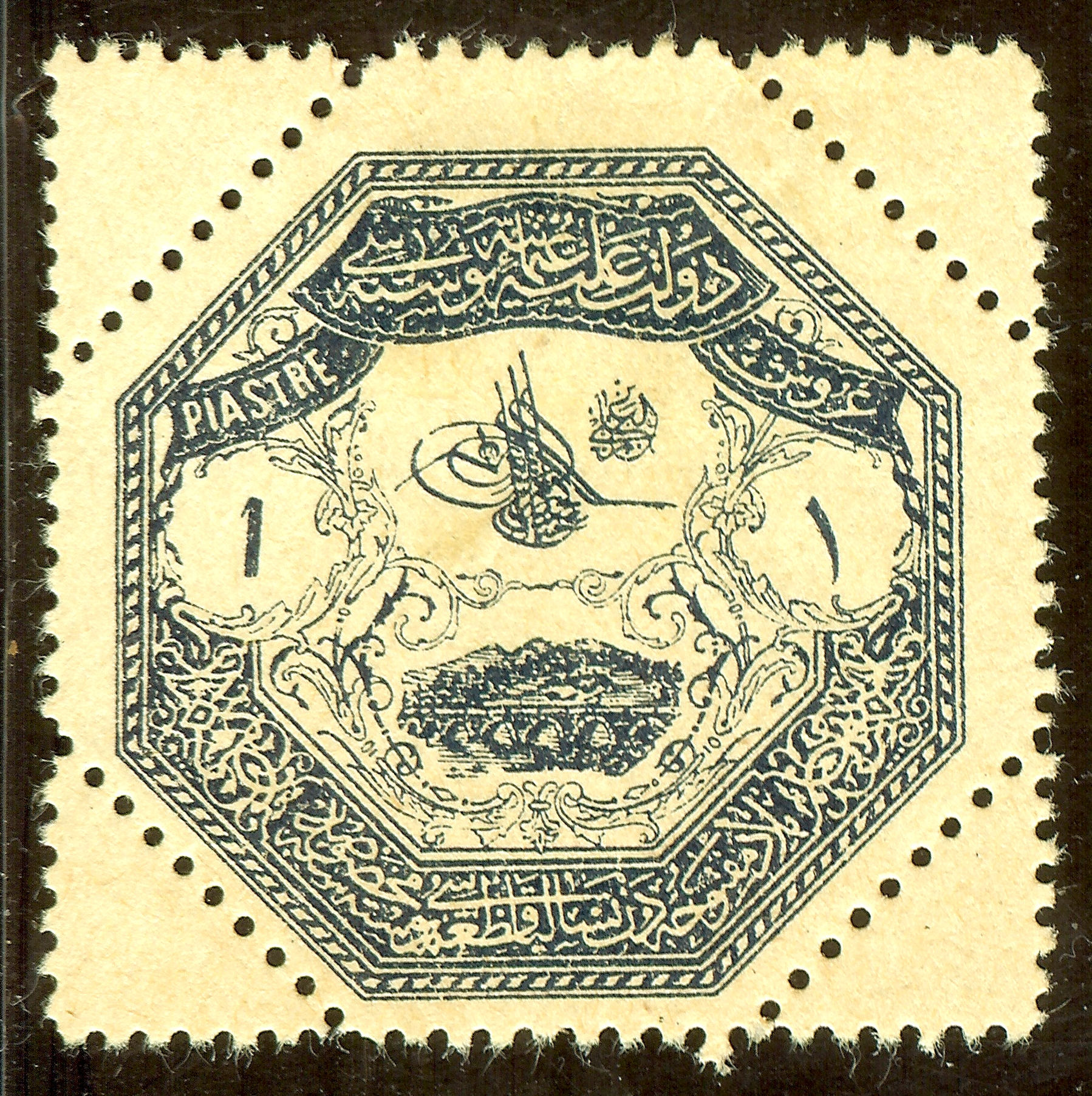
طابع عسكري بقيمة 1 قرش، 1898، أول طابع مثقب ثماني الأضلاع في العالم

أصدرت الإمبراطورية العثمانية في عام 1898 سلسلة من الطوابع لقواتها المسلحة التي احتلت ثيساليا أثناء الحرب اليونانية التركية. تتميز الطوابع بتصميم معقد يجمع بين الطغراء والجسر في لاريسا مثيرة للاهتمام بسبب شكلها المثمن غير المعتاد والثقوب التي تسمح بفصلها إلى مربعات أو مثمنات. إنها أول طوابع بريدية صدرت على الإطلاق مثقبة بشكل ثماني الأضلاع.

### أوائل القرن العشرين

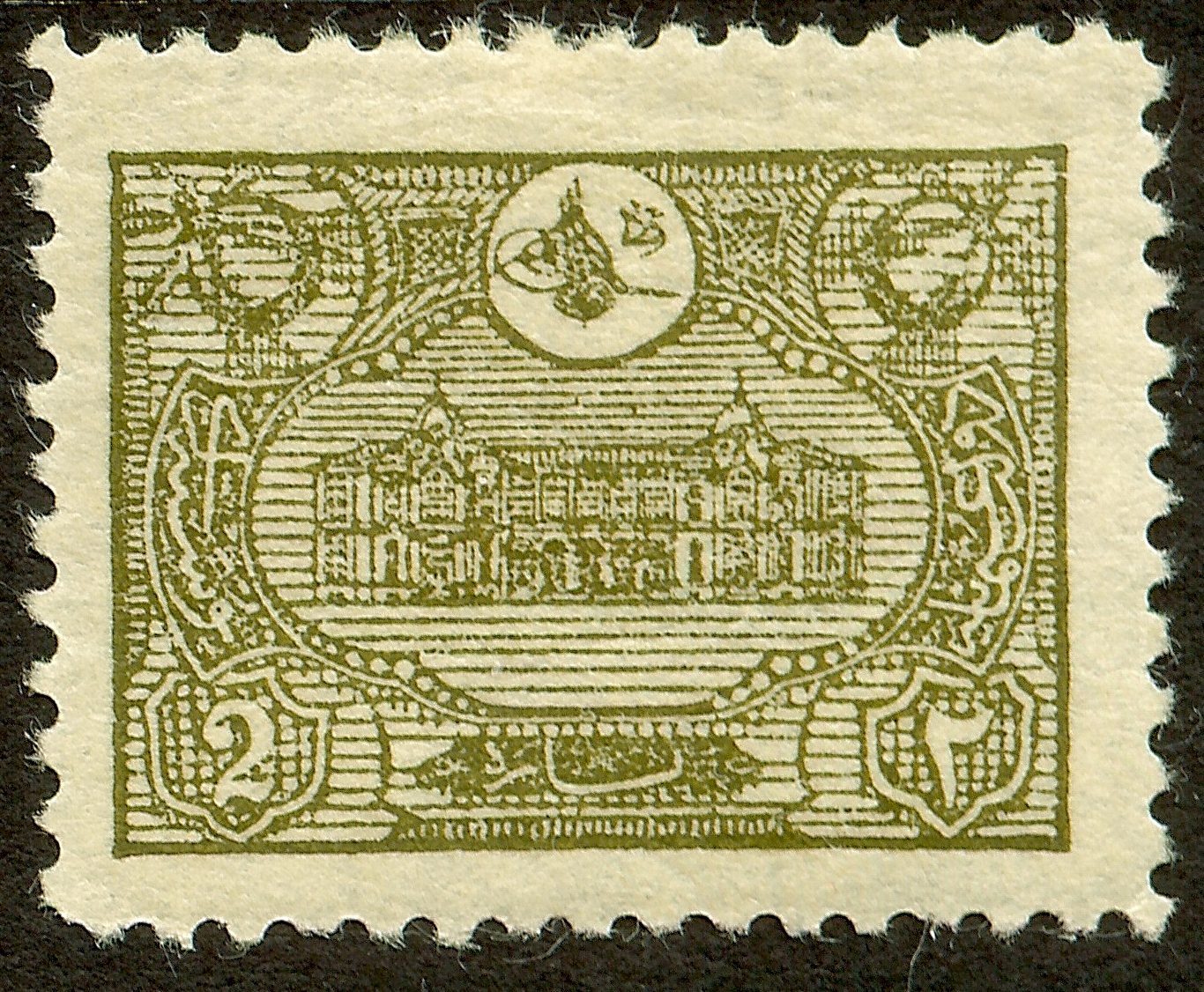
مكتب البريد العام الجديد، القسطنطينية، حوالي عام 1913

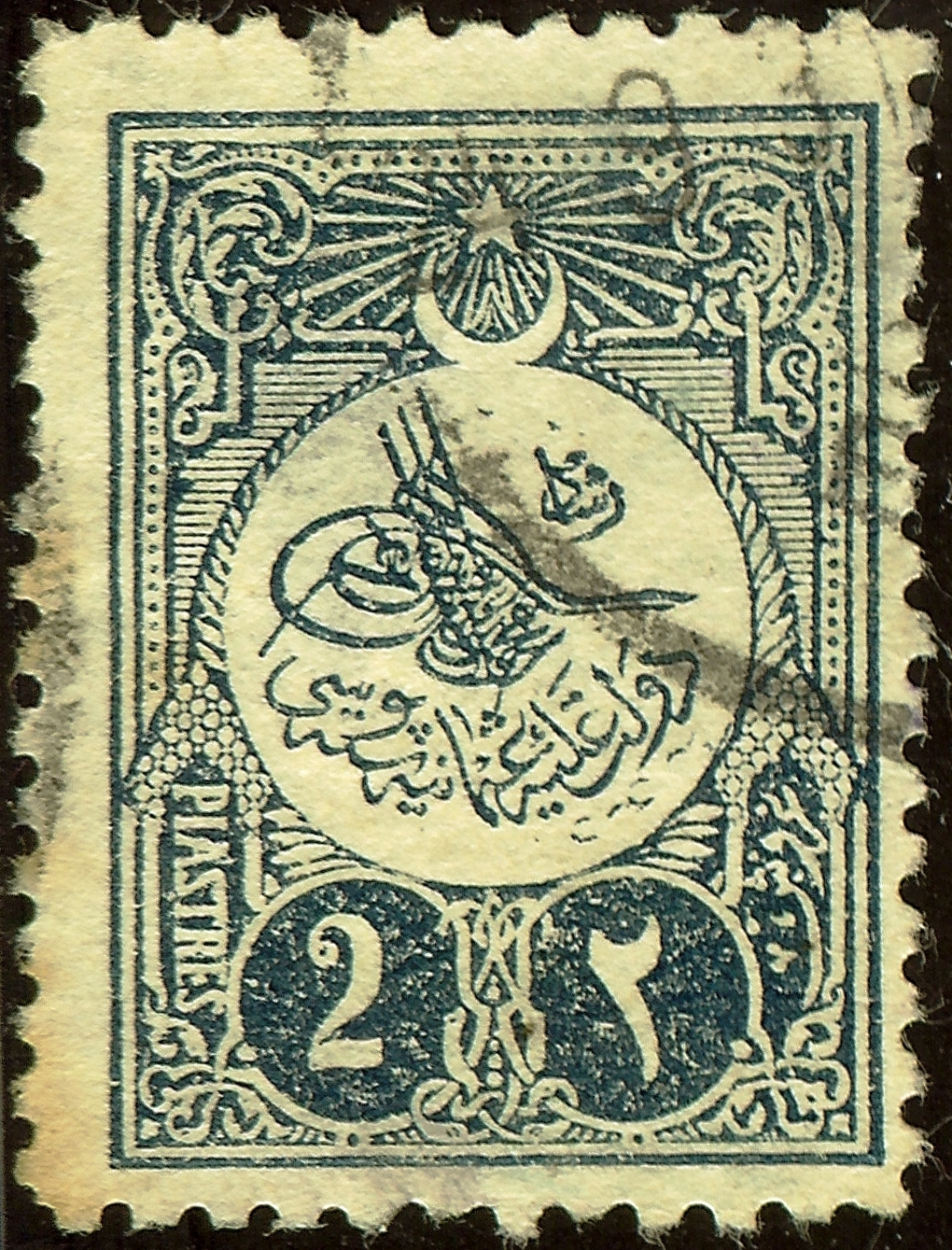
طابع بريدي نموذجي من أوائل القرن العشرين

من عام 1901 إلى عام 1911، أصدرت الإمبراطورية العثمانية عددًا من الطوابع بتصميمات مماثلة بما في ذلك طغراء الملك الحاكم. طبعت جميع الطوابع العثمانية المبكرة في الإمبراطورية العثمانية، باستثناء أول إصدارين من دولوز طبعت في باريس ( انظر أعلاه ). كل هذه الطوابع تحمل مظهرًا تركيًا مميزًا حتى عام 1913، عندما صدرت سلسلة من الطوابع احتفالًا باستعادة أدرنه من البلغار. صممت هذه الطوابع من قبل أوسكان أفندي ونقشت وطبعت في إنجلترا بواسطة شركة برادبري ويلكنسون وشركاه المحدودة، وهي ذات طراز أكثر عالمية، مع صور مركزية محاطة بإطار. وضح مثال على ذلك في مقدمة هذه المقالة.
صدرت سلسلة من الطوابع المحفورة بدقة أوائل عام 1914، بعضها بلونين، تصور مشاهد من القسطنطينية وصور أخرى. صممت بواسطة أوسكان أفندي وطبعت بواسطة برادبري، ويلكنسون وشركاه في إنجلترا، تتمتع بمظهر أكثر عالمية.

### الحرب العالمية الأولى ونهاية الدولة العثمانية

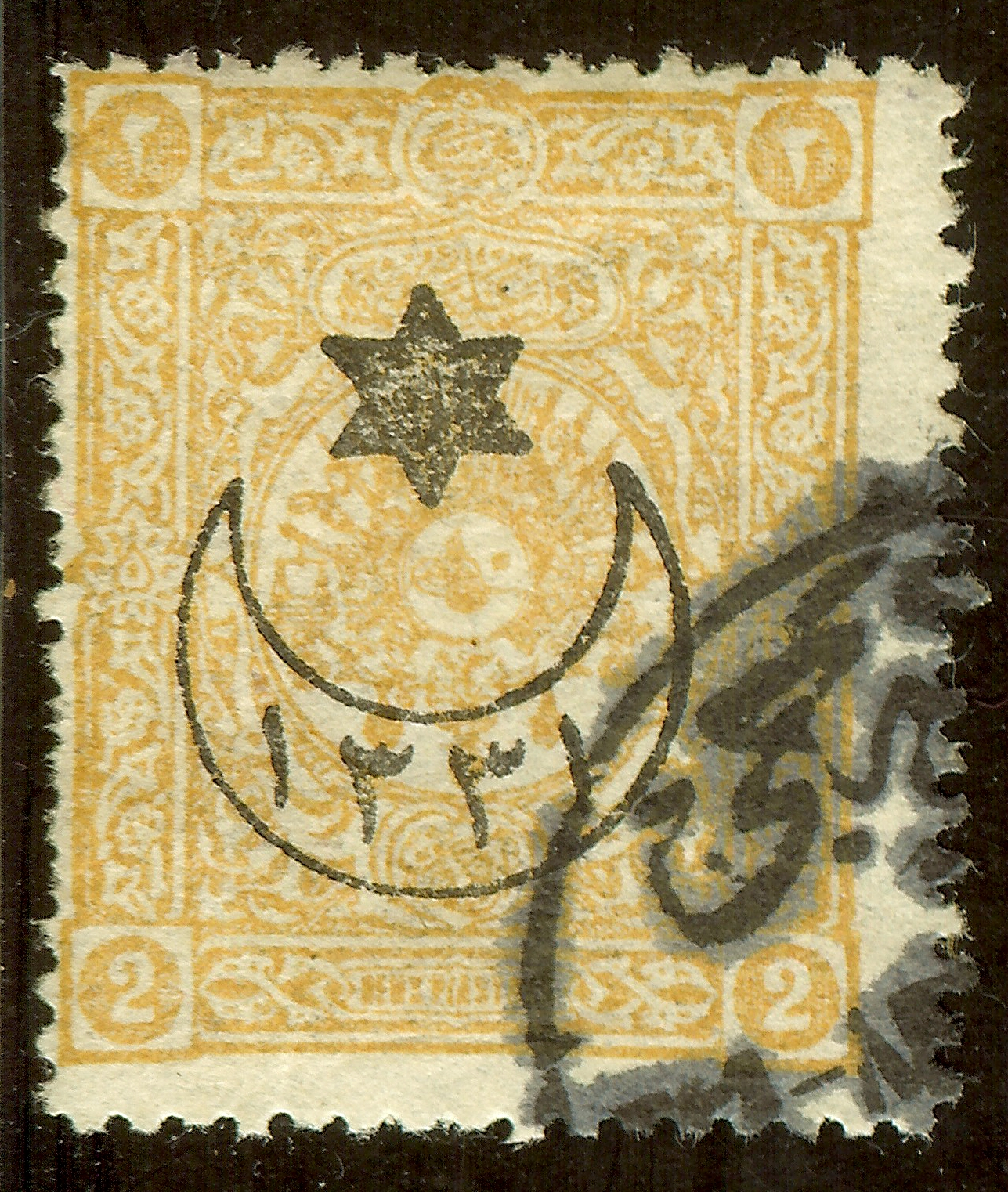
مؤقت - طباعة إضافية لعام 1915 على طابع عام 1892

وقّعت الإمبراطورية العثمانية على التحالف العثماني الألماني السري في 2 أغسطس/آب 1914، ودخلت في الأعمال العدائية إلى جانب القوى المركزية في أكتوبر/تشرين الأول 1914. تنعكس الحرب واضطراباتها في الطوابع العثمانية الصادرة أثناء الحرب، وتضمنت طوابع تصور جنودًا ومشاهد معركة، وعددًا من إصدارات الطوابع المؤقتة التي اعيد فيها طباعة المخزونات المتوفرة من الإصدارات القديمة بسبب نقص الورق، والطوابع الصادرة لجمع ضريبة على أيتام الحرب. طبعت بقايا الطوابع التي يعود تاريخها إلى عام 1865، بعضها كان يحتوي بالفعل على طبعات فوقية، وفي بعض الأحيان اضيف العديد من الطبعات فوقية الجديدة، مما أدى إلى مجموعة معقدة من التكوينات التي تهم هواة جمع الطوابع. انتصرت قوات الحلفاء واحتلت القسطنطينية، وانهارت الحكومة العثمانية. معاهدة سيفر، 10 أغسطس 1920، أكدت تفكيك الدولة العثمانية.

## حكومة الجمعية الوطنية الكبرى

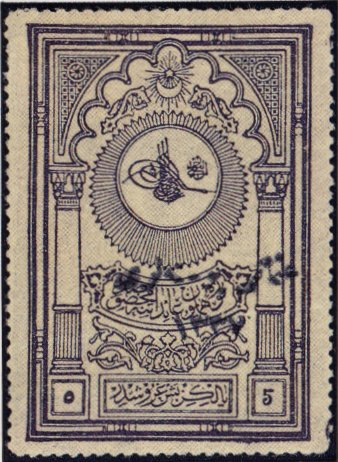
إيرادات الأناضول القديمة، مختومة يدويًا عام 1921

شكل مصطفى كمال أتاتورك حكومة في أنقرة بعد الهدنة وبدأت حرب الاستقلال التركية ضد الحلفاء. باستثناء منطقة صغيرة تحيط بالقسطنطينية، كانت تركيا خاضعة لسيطرة حكومة أنقرة، ويشار إليها في علم الطوابع باسم "تركيا في آسيا" أو "الأناضول". أدى هذا في نهاية المطاف إلى معاهدة لوزان، في 24 يوليو/تموز 1923، وحلت محل معاهدة سيفر. من عام 1920 إلى عام 1922، طبعت كميات صغيرة من طوابع البريد القديمة، وبعد ذلك ختم عدد من طوابع الإيرادات الكبيرة ذات التصميمات المعقدة وبدون أحرف غربية يدويًا للتحقق من صحتها كطوابع بريدية. صرح باسير أن دراسة طوابع هذه الفترة "صعبة للغاية، لأنه لا توجد سجلات رسمية موثوقة عن التواريخ الفعلية لإصدارها، أو المدة التي استخدمت فيها، ولا يتوفر سوى عدد قليل من الرسائل الأصلية ذات التواريخ الواضحة."

## الجمهورية التركية

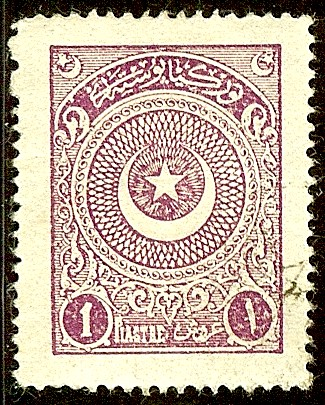
العدد الأول من الجمهورية سنة 1923

ألغت الجمعية الوطنية في الأول من نوفمبر 1922 بقيادة مصطفى كمال السلطنة، وتنازل السلطان الأخير محمد السادس عن العرش وهرب من البلاد. أُعلنت تركيا جمهورية في 28 أكتوبر 1923. أول إصدار للطوابع البريدية للجمهورية عبارة عن سلسلة محددة تصور نجمة وهلالًا، وهي تذكرنا إلى حد ما بإصدار دولوز. وقد مثل هذا الإصدار نهاية استخدام الطغراء الذي ظهر كعنصر تصميم في معظم طوابع تركيا من عام 1863 إلى عام 1922.
تبع العدد الأول للجمهورية عدد آخر يخلد ذكرى معاهدة لوزان للسلام، وإصدارات أخرى تصور مشاهد وطنية ومصطفى كمال. من أواخر عام 1920 حتى عام 1940، طبعت تركيا عدد من الطوابع لإحياء ذكرى الأحداث مثل المعارض أو افتتاح السكك الحديدية.

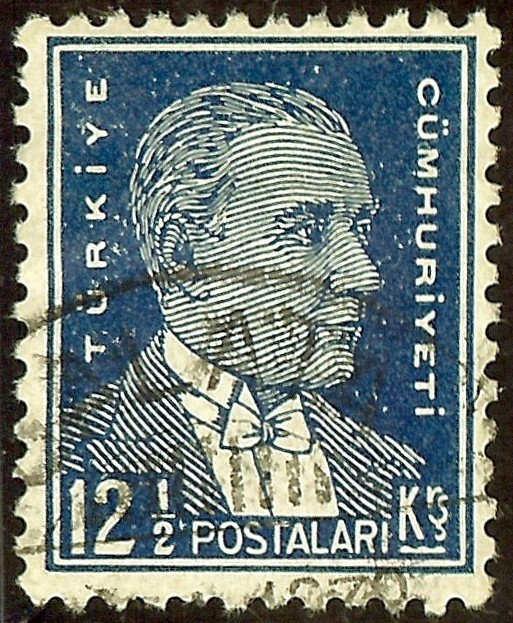
مصطفى كمال على طابع بريدي عام 1932 بتصميم أكثر معاصرة

إصدرت تركيا في عام 1931طابع بريدي جديد بأسلوب أكثر معاصرة يصور مصطفى كمال. ظلت صورة مصطفى كمال موضوعًا شائعًا للطوابع البريدية التركية بعد ذلك. وفي العقود التالية، أصبح إنتاج الطوابع في تركيا أكثر تنوعًا، حيث نتجت طوابع ملونة تحتوي على تنوع كبير من الصور بما في ذلك مشاهد من البلاد والمواقع الأثرية, الأتراك المشهورين, النباتات, الحيوانات الأصلية, الأزياء الشعبية، على سبيل المثال لا الحصر.
حتى عام 1937، كافة الطوابع البريدية في تركيا تُطبع إما بالنقش أو بالطباعة. في عام 1937، أصدرت تركيا أول طابع مطبوع باستخدام تقنية الطباعة الحجرية وفي عام 1938، طبعت طابعًا مطبوعًا باستخدام تقنية الحفر الضوئي، وأصبحت بعد ذلك الطرق القياسية لطباعة طوابعها.

## طوابع متنوعة
أصدرت تركيا لسنين عددًا من الطوابع لأغراض متخصصة.
أصدرت الإمبراطورية العثمانية مجموعة من طوابع البريد المستحقة عام 1863، لتكون من أوائل الدول في العالم التي تصدر طوابع لهذا الغرض المحدد. تحمل رسوم البريد حتى عام 1913 نفس تصميمات الطوابع العادية، مثل إصدارات دولوز أو إمباير، ولكنها تتميز عادةً بطباعتها باللون البني أو الأسود. في عام 1914، أصدرت الإمبراطورية العثمانية أول رسوم بريدية تحمل تصميماتها الخاصة.
أصدرت تركيا عددًا من الطوابع الرسمية للاستخدام الحكومي. من عام 1948 إلى عام 1957، أنتجت مثل هذه الطوابع من خلال طباعة كلمة "Resmî"، وتعني " رسمي" على طوابع البريد العادية. هناك عدد من أنواع الطبعات الفوقية. ابتداءً من عام 1957، أصدرت تركيا طوابع رسمية مصممة خصيصًا لهذا الغرض، وعادةً ما تكون القيمة في المنتصف محاطة بتصميمات مزخرفة.
أصدرت تركيا من عام 1928 إلى عام 1958، عددًا من طوابع الضرائب البريدية لجمع الأموال لبعض الجمعيات الخيرية مثل ما يسمى الهلال الأحمر النظير للصليب الأحمر.

## الطوابع المحلية

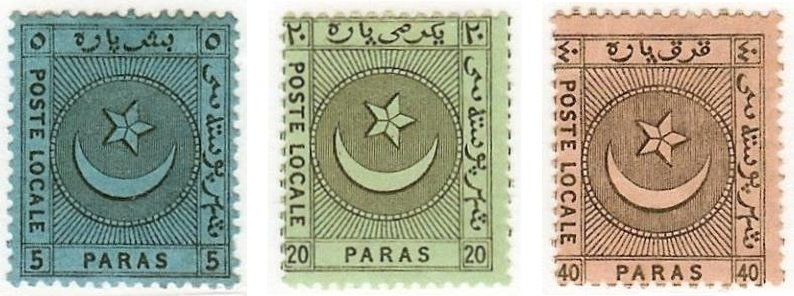
طوابع محلية لبريد Liannos et Cie في القسطنطينية عام 1865

تأسست شركة توزيع البريد المحلية Liannos et Cie عام 1865 في القسطنطينية لتوزيع البريد الواصل إلى المدينة والذي لم يكن موجهاً باللغة العربية لأن موظفي الخدمة البريدية العثمانية لم يتمكنوا من قراءة الأبجدية اللاتينية. طبعت الطوابع بواسطة بيركنز بيكون من ألواح محفوظة الآن في متحف الجمعية الملكية لهواة جمع الطوابع في لندن. وعام 1866 إنشات خدمة ثانية لصالح مكتب البريد المصري العامل في المدينة لحل نفس المشكلة. كانت كلتا الخدمتين قصيرتي الأجل.

## القرطاسية البريدية
صدرت المظاريف البريدية لأول مرة في عام 1869وما زالت متاحة حتى يومنا هذا. صدرت البطاقات البريدية لأول مرة في عام 1877ومنذ ذلك الحين انتج أكثر من مائة بطاقة بريدية مختلفة. صدرت بطاقات البريد لأول مرة في عام 1895 و آخر إصدار كان عام 1914. اصدر أربعة أغلفة صحف عام 1901، تلاها قيمتان جديدتان في عام 1902 وقيمتان جديدتان أخريان بتصميم جديد عام 1914. اصدر مظروف تسجيل واحد عام 1914 وعندما نفدت المخزونات لم يُصدر المزيد حتى عام 1993 عندما وفرت 4 قيم. صدرت الرسوم الجوية لأول مرة في عام 1963، عندما وفرت ثلاث قيم.

## إلغاءات البريد
حملت الإلغاءات البريدية، التي طبقت على طوابع تركيا لمنع إعادة استخدامها، اسم المناطق التي ارسل الطوابع إليها، مكتوبًا باللغة التركية -بالخط العربي - وأحيانًا أيضًا بالأبجدية اللاتينية. وحظيت هذه الإلغاءات بدراسة موسعة من قبل هواة جمع الطوابع، الذين قاموا بفهرسة عدة آلاف من الطوابع المستخدمة في الإمبراطورية العثمانية. تشمل عمليات الإلغاء "الأختام السلبية"، وهي في العادة عبارة عن طابع دائري تظهر فيه الحروف العربية بدون حبر على خلفية سوداء.

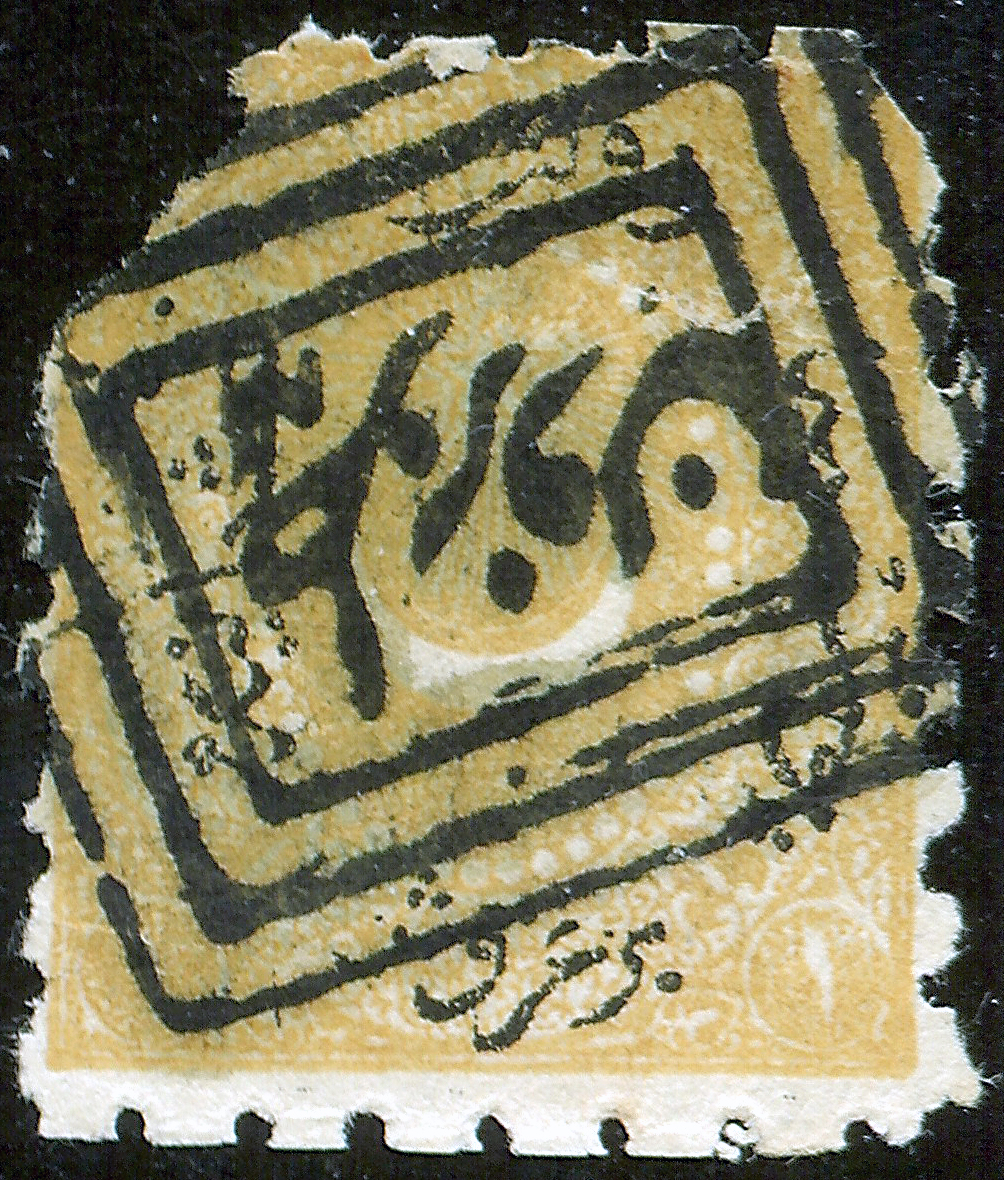
1870–71 إلغاء دولوز في طرابزون
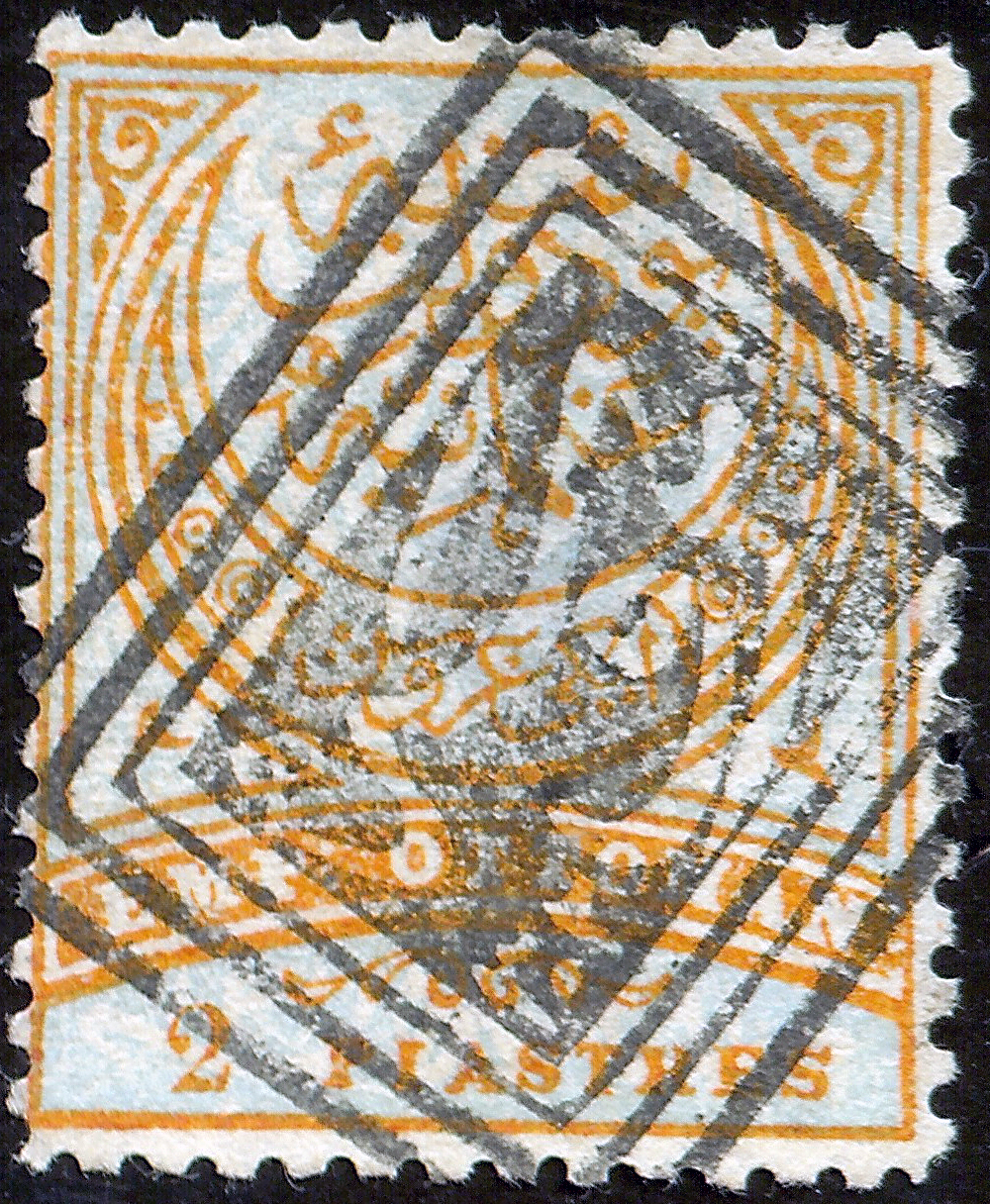
1886 إلغاء الإمبراطورية في بورصة، ختم سلبي داخل الصندوق
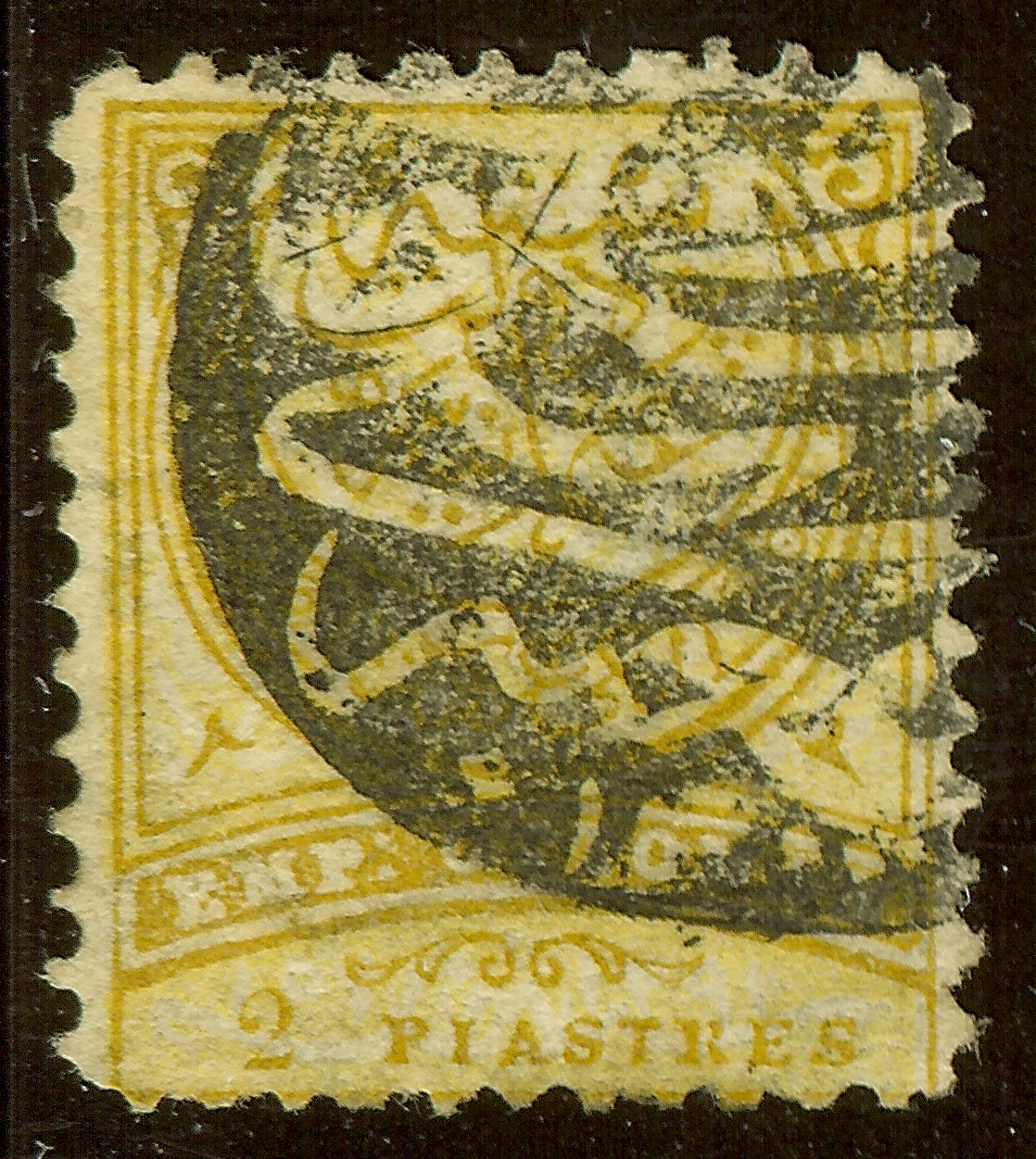
إمبراطورية 1890 مع إلغاء ختم سلبي غير محدد
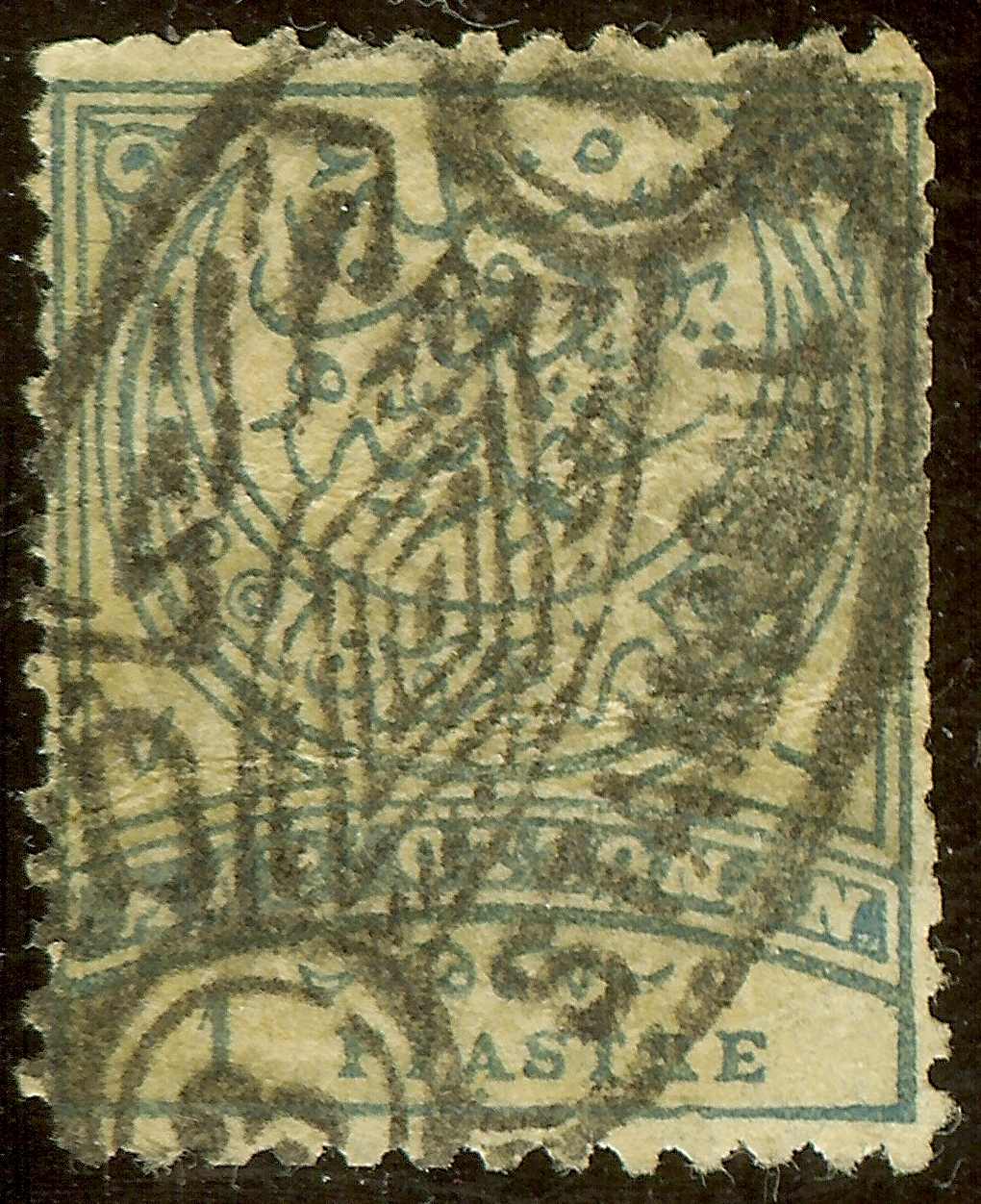
إمبراطورية 1890 مع إلغاء إسطنبول

## التزويرات البريدية
زورت طوابع تركيا، وخاصة إصدارات القرن التاسع عشر، على نطاق واسع لسوق الطوابع البريدية ، بما في ذلك الإصدارات النادرة والعامة. كما حذر فرناند سيرين، أحد الخبراء العظماء في تزوير الطوابع، "إن المطبوعات المزورة تفسد الصورة؛ وهذا سبب إضافي يدعونا إلى تجنب التورط في مثل هذه الأمور". ونشر عدد من هواة جمع الطوابع دراسات عن عمليات التزوير في تركيا.

## قراءة إضافية
- محمد عصمت باشاران ، طوابع طغراء .
- أركان إسمر، الدولة العثمانية: دراسة لأسعار البريد والطرق وأوقات التسليم وتأثيرات الأحداث التاريخية.
- مناحيم ماكس مايو، الأناضول .
- بولكو 2007، كتالوج الطوابع البريدية للدولة العثمانية وجمهورية تركيا. الكتالوج القياسي (باللغة التركية)
- إصدارات دولوز في تركيا 1865-1887، بقلم ماكس بلانتينجا ، ديفيد فيلدمان ، جنيف 2009. مجموعة حائزة على جوائز من طوابع دولوز.

## روابط خارجية
- جمعية هواة جمع الطوابع العثمانية والشرق الأدنى
- جمعية الطوابع الشرقية في لندن (OPAL).
- مجموعة كبيرة من طوابع دولوز من مجموعة راديك سيرني.
- تاريخ البريد العثماني والتركي